# Barbora Žagarietė
Barbora Žagarietė (również Barbora Umiastauskaitė; ur. 1628 w Żagorach, zm. 1648 tamże) – litewska służebnica Boża zamordowana w obronie czystości.

## Biografia
Nie ma prawie żadnych zweryfikowania informacji o krótkim życiu Barbory. Była jedynym dzieckiem w rodzinie szlacheckiej Umiastauskaitė, ówczesnych dzierżawców dóbr Żagory na północnym krańcu Litwy, w ówczesnej Rzeczypospolitej Obojga Narodów. Jej matka zmarła, gdy Barbora była dzieckiem. Okoliczni mieszkańcy opowiadają o jej opiece nad chorymi i hojności dla żebraków. Dziewczyna zawsze wstawiała się w imieniu chłopów i często chodziła do kościoła. Mówi się, że jej wyjątkowa pobożność i oddanie się Bogu podobało się Mu, a wzbudzało gniew ojca. Chciała zostać zakonnicą, a nawet dołączyć do klasztoru Franciszkanów w Rydze, ale jej niewierzący ojciec nie pozwolił jej na to. Przysięgała Bogu czystość. Prawdopodobnie z tego powodu w 1648 wyskoczyła z okna drugiego piętra dworku, chcąc uciec przed gniewem ojca i zmarła z powodu urazów.
Została pochowana w krypcie kościoła w Starych Żagorach. W 1963 r. miejscowi komuniści dokonali sekcji zwłok, profanując jej relikwie, które wyniesiono i nie wiadomo, gdzie obecnie spoczywają, zaś w krypcie znajduje się symboliczna jej trumna.